# Strategus antaeus
Espèce
Strategus antaeus est une espèce d’insectes coléoptères de la famille des Scarabaeidae qui se rencontre depuis le Centre jusqu'à l'Est de l'Amérique du Nord. Ce gros insecte phytophage vit notamment dans les champs et autres endroits aux sols sablonneux. Il peut atteindre de 18 à 40 mm de long, ou plus.

## Description
Sa livrée est noir luisant, à reflets bleutés et argentés. Sa tête est réduite en comparaison à son gros pronotum. Ses élytres sont arrondis, et présentent de fines sutures striées. La face ventrale est tapissée de nombreux poils rosâtres.
Ses pattes médianes et postérieures présentent plusieurs épines de taille variable. Son tibia antérieur s'évase en 4 lobes rectangulaires à acérés.

## Dimorphisme sexuel
Le mâle se distingue aisément à son pronotum pourvu de trois longues cornes recourbées.

## Répartition
Il se rencontre depuis le Connecticut jusqu'aux Grands Lacs, de la Floride jusqu'en Oklahoma.

## Cycles
La femelle pond ses œufs dans des cellules qu'elle creuse dans le sol.
L’adulte se rencontre du mois de mai à septembre, et dans les régions du Sud, de janvier à octobre.

## Alimentation
La larve se nourrit de racines. L’adulte s’alimente de plantes herbacées, de feuilles et de certains fruits.

## Systématique
Le nom valide complet (avec auteur) de ce taxon est Strategus antaeus (Drury, 1773).
L'espèce a été initialement classée dans le genre Scarabaeus sous le protonyme Scarabaeus antaeus Drury, 1773.
Strategus antaeus a pour synonymes :
- Scarabaeus antaeus Drury, 1773
- Scarabaeus maimon Fabricius, 1775
- Strategus antaeus  ubsp. houstonensis Knaus, 1916
- Strategus atrolucens Casey, 1915
- Strategus divergens Casey, 1915
- Strategus houstonensis Knaus, 1925
- Strategus pinorum Casey, 1915
- Strategus semistriatus Casey, 1915
- Strategus septentrionis Casey, 1915
- Strategus sinuatus Casey, 1915